# Lluís Sarret i Arbós
Lluís Sarret i Arbós (Manresa, Bages, 1890 - Manresa, 27 de setembre de 1936) fou un organista i compositor català.
Fou organista de la parròquia de Tàrrega (Urgell). Va morir de forma tràgica per causa de la Guerra Civil. Va compondre una sardana.